# زي بيدرو (لاعب كرة قدم برتغالي)
زي بيدرو هو لاعب كرة قدم برتغالي في مركز الدفاع، ولد في 16 فبراير 1991 في براغا في البرتغال. لعب مع نادي ليتشويس.

## وصلات خارجية
- زي بيدرو (لاعب كرة قدم برتغالي) على موقع قاعدة بيانات كرة القدم.إي يو (الإنجليزية)
- زي بيدرو (لاعب كرة قدم برتغالي) على موقع Soccerway.com (الإنجليزية)